# Light Car & Motorcycle Engineering
Light Car & Motorcycle Engineering Company war ein britischer Hersteller von Automobilen.

## Unternehmensgeschichte
Das Unternehmen aus dem Londoner Stadtteil Brixton begann 1921 mit der Produktion von Automobilen. Der Markenname lautete Leta. Im gleichen Jahr endete die Produktion.

## Fahrzeuge
Das einzige Modell war ein Cyclecar. Ein V2-Motor von J.A.P. mit 8 PS Leistung war im Heck montiert und trieb über eine Kette die Hinterachse an. Der Neupreis für ein Komplettfahrzeug betrug 168 Pfund. Das Fahrzeug war auch als Bausatz erhältlich.